# Gerichtsbezirk Czudyn
Der Gerichtsbezirk Czudyn (rumänisch: Ciudeiu; ruthenisch: Czudyn) war ein dem Bezirksgericht Czudyn unterstehender Gerichtsbezirk im Herzogtum Bukowina. Der Gerichtsbezirk umfasste Gebiete zentralen Bereich der Bukowina. Das Gebiet wurde nach dem Ersten Weltkrieg Rumänien zugeschlagen und ist heute Teil des ukrainischen Anteils der Bukowina (Oblast Tscherniwzi).

## Geschichte
Im Zuge der Neuordnung des Gerichtswesen im Kaisertum Österreich waren im Juni 1849 die allgemeinen Grundzüge der Gerichtsverfassung in den Kronländern durch Kaiser Franz Joseph I. genehmigt worden. Hierauf ließ Justizminister Anton von Schmerling Pläne zur Organisierung des Gerichtswesens in der Bukowina ausarbeiten, die der Kaiser am 6. November 1850 per Verordnung ebenfalls genehmigte. Mit der Reorganisation ging die Abschaffung der landesfürstlichen Gerichte ebenso wie der Patrimonial-Gerichte einher, wobei Schmerling ursprünglich die Errichtung von 17 Bezirksgerichten plante und die Bukowina dem Oberlandesgericht Stanislau unterstellt werden sollte. Schließlich schufen die Behörden nur 15 Bezirksgerichte, die man dem Landesgericht Czernowitz bzw. dem Oberlandesgericht Lemberg zuordnete. Das Gebiet um Czudyn war zunächst Teil des Gerichtsbezirks Storozynetz. Erst per 1. Oktober 1913 entstand der Gerichtsbezirk Czudyn, der aus den Gemeinden und Gutsgebieten des Gerichtsbezirks Storozynetz Althütte, Augustendorf, Moldauisch Banilla samt den abgesonderten Gutsgebieten Hnilcze und Koszczuja, Budenitz, Czircsz, Czudan, Davideny, Idzestie, Korczestie, Krasna-Ilsti, Krasna-Putna, Kupka, Neuhütte und Petroutz zusammengeschlossen wurde.